# Leonhard Lorscheider
Leonhard Lorscheider (* 14. Oktober 1902 in Altenkessel; † 4. Juli 1978 in Saarbrücken) war ein deutscher Verwaltungsjurist, Landrat der Landkreise St. Wendel und Saarbrücken sowie Ministerialbeamter.

## Leben
Nachdem Leonhard Lorscheider im Jahr 1921 sein Reifezeugnis abgelegt hatte, absolvierte er bis 1924 ein Studium der Rechts- und Staatswissenschaften, worauf er im Anschluss Gerichtsreferendar wurde. Nach seiner Promotion zum Dr. iur. im Jahr 1925 nahm er in Trier eine Tätigkeit als Regierungsreferendar an. 1928 legte er die Zweite Staatsprüfung ab, wonach er zunächst als Assessor bei Landrat Heinrich von Gagern im Landkreis Fulda und im Anschluss ab April 1929 bei Landrat Friedrich Vogeler im Landkreis Saarbrücken tätig war. Nach seiner am 1. Februar 1932 in Saarbrücken erhaltenen Ernennung zum Regierungsrat, war er von 1935 bis 1942, dem Jahr seiner Dienstentlassung, Landrat des Landkreises St. Wendel.
1945/48 erfolgte eine Tätigkeit in der Land- und Forstwirtschaft, 1949/50 war er Mitarbeiter der Landesbank und Girozentrale Saar (der heutigen SaarLB) und zum 1. Januar 1951 wurde er zum Richter am Verwaltungsgericht des Saarlandes ernannt. Am 28. November 1951 folgte die Ernennung zum Oberregierungsrat im Ministerium des Innern, am 13. Februar 1956 die Ernennung zum Regierungsdirektor und am 5. März 1962 wurde er zum kommissarischen Verwalter des Landrates im Landkreis Saarbrücken ernannt. Nach der erfolgten Wahl im Kreistag am 19. Juni 1962 wurde er am 3. Juli 1962 durch den saarländischen Minister des Innern Ludwig Schnur in sein Amt als Landrat des Landkreises Saarbrücken eingeführt, ein Amt, das er bis zu seinem Ruhestand im Jahr 1967 behielt.

## Publikation
- Die Saar und Europa, Saarbrücken, 1952. OCLC 313232526
- Grenze als Schicksal: 150 Jahre Landkreis Saarbrücken, Redaktion: Leo Lorscheider et al., 218 Seiten, 1966.[2]